# Decknamen deutscher Militäroperationen im Zweiten Weltkrieg
Decknamen deutscher Militäroperationen im Zweiten Weltkrieg erfanden und verwendeten das NS-Regime und die Wehrmacht, um Gegner und untergeordnete Dienstgrade über Ziel und Umfang der geplanten Aktionen im Unklaren zu lassen und ein Überraschungsmoment für die Ausführung auszunutzen.
In einigen Planungen wurden Aktionen der Alliierten unterstellt, um eine Studie der notwendigen Gegenmaßnahmen vorzunehmen, siehe z. B. Sprotte, oder eventuell doch selbst aktiv zu werden: siehe Richard. Kam es dann tatsächlich durch Alliierte zu den ‚korrespondierenden‘ Operationen, war die Wehrmacht in der Regel aus materiellen Gründen nicht in der Lage zu reagieren oder die Pläne waren veraltet.
Während die Alliierten den Decknamen meist den Begriff „Operation“ voranstellten, verwendeten die Deutschen schon vor Beginn des Zweiten Weltkriegs bei der Planung ihrer Vorhaben den Begriff „Fall“ und für die jeweiligen Maßnahmen vorzugsweise den Begriff „Unternehmen“.

## Decknamen

### A
| Deckname              | Erläuterung |
| --------------------- | --- |
| Abwehrschlacht        | Die Abwehrschlacht war ein Plan zur Ardennenoffensive, durchgeführt ab 16. Dezember 1944; siehe auch Greif, Herbstnebel und Wacht |
| Achse, Fall           | Plan zur Entwaffnung italienischer Streitkräfte und Inbesitznahme der italienischen Flotte, durchgeführt ab 8. September 1943, A(larich) und Konstantin |
| Adler I, Unternehmen  | Besetzung der dalmatinischen Küste zwischen Novi und Karlobag durch deutsche Truppen, Januar 1944 |
| Adler II, Unternehmen | Besetzung der dalmatinischen Küste zwischen Fiume/Rijeka und Zara/Zadar durch deutsche Truppen, Januar 1944 |
| Adlertag              | Beginn 13. August 1940, Ziel war die Luftherrschaft über England, um das Unternehmen Seelöwe durchführen zu können, Vorstudie war der Fall Blau |
| Aida                  | Vorstoß nach Ägypten 1942 im Afrikafeldzug |
| A(larich)             | Deckname zum Fall Achse |
| Alpenveilchen         | Plan von Anfang 1941 zur Landung von Truppen in Albanien zur direkten Unterstützung Italiens gegen Griechenland, fallengelassen zugunsten von Marita. Siehe auch Sonnenblume.                                                                                        |
| Altenbeken            | Landung in Åndalsnes am 9. April 1940 (Teil von Weserübung-Nord) |
| Altona                | Landung in Arendal am 9. April 1940 (Teil von Weserübung-Nord) |
| Antimon               | Lieferungen an Rumänien Blei, Olivenbaum |
| Anton, Unternehmen    | Einmarsch in den bis dahin unbesetzten Teil Frankreichs am 11. November 1942, als Reaktion auf die Kapitulation der Vichy-Truppen in Nordafrika gegenüber den am 8. November gelandeten alliierten Truppen. Ursprüngliche Bezeichnung: Atilla                        |
| Anton I, Unternehmen  | Unternehmen verschiedener SS-Polizeiregimenter im Mai 1944 gegen Partisanen |
| Aster, Unternehmen    | Unternehmen zur Räumung Estlands mit Unterstützung der Kriegsmarine im September 1944 |
| Atlas, Unternehmen    | Erfolgloses Kommandounternehmen der Waffen-SS im Mandatsgebiet Palästina im Oktober 1944 |
| Attila                | Ursprünglich ein Plan aus dem Dezember 1940 zur Besetzung des unbesetzten Teils Frankreichs im Falle des Abfalls der Vichy-Truppen in den französischen Kolonien, der dann als Anton ausgeführt wurde. 1941 ein Plan zur Unterstützung der Vichy-Franzosen in Nahost |
| Auster                | Überlegungen für einen Überfall auf Dänemark und Norwegen (vorher Studie Nord); Deckname ab 23. Januar 1940 in Gebrauch; später Weserübung bzw. Weserübung-Nord und Weserübung-Süd.                                                                                  |

### B
| Deckname                         | Erläuterung |
| -------------------------------- | --- |
| Bamberg, Unternehmen             | erste große Partisanenbekämpfungsoperation gegen sowjetische Partisanen |
| Barbarossa, Unternehmen          | Plan vom 18. Dezember 1940 (Weisung Nr. 21) zum Angriff auf die Sowjetunion, der ab 22. Juni 1941 ausgeführt wurde |
| Bassgeiger, Unternehmen          | Errichtung von Wetterstationen in Grönland durch die Wehrmacht |
| Barthold, Unternehmen            | Aufbau von partiellen Verteidigungslinien im Großraum Breslau im August 1944 |
| Beowulf, Unternehmen             | Eroberung und Besetzung der estnischen Insel Ösel 1941 |
| Berlin, Unternehmen              | Atlantikunternehmung der Schlachtschiffe Scharnhorst und Gneisenau Anfang 1941 |
| Bettelstab                       | Plan zur Eliminierung des Oranienbaumer Brückenkopfes 1942 |
| Biene                            | Landung in Bergen am 9. April 1940 (Teil von Weserübung-Nord) |
| Birke                            | Räumungsplan für Finnland der ab Ende August 1944 durchgeführt wurde |
| Birkhahn                         | Räumung Nord-Norwegens 1945 |
| Blau, Fall                       | Deutsche Sommeroffensive an der Ostfront, 28. Juni 1942, zwei Tage später in Braunschweig umbenannt |
| Blau, Fall                       | ursprüngliche Operationspläne der Luftwaffe aus den Jahren 1938/1939, die letztlich zum Adlertag führten |
| Bodenplatte, Unternehmen         | Deutsche Luftangriffe im Westen auf alliierte Flugplätze am 1. Januar 1945 waren die letzte große zusammenhängende Aktion der Luftwaffe, mit welcher während der Ardennenoffensive die taktische Luftüberlegenheit der Alliierten gebrochen werden sollte |
| Braun, Fall                      | frontaler Angriff der Heeresgruppe C auf die Maginot-Linie während des Westfeldzugs (1940) |
| Braun, Fall                      | deutsche Unterstützungsoperation während der Ardennenoffensive (1944/1945) |
| Braun, Unternehmen               | Anti-Partisanen-Operation im Papukgebirge durch die 187. Reserve-Division und mehrere kroatische Bataillone, 20. März bis 2. April 1942 |
| Braunschweig (1942), Unternehmen | Ab dem 30. Juni 1942 Bezeichnung des Fall Blau für einen zweiten Teil der Sommeroffensive der Wehrmacht im Juli und August 1942 im Süden der Ostfront in der Sowjetunion, zerfällt wiederum in Unternehmen Clausewitz und Unternehmen Dampfhammer         |
| Braunschweig (1944)              | Partisanenbekämpfungsaktion in Istrien vom 24. April bis 6. Mai 1944 |
| Brunhild                         | Evakuierung des Kuban-Brückenkopfes im Herbst 1943 |
| Brückenschlag, Unternehmen       | Entsatzoperation zur Öffnung des Kessels von Demjansk von Westen her, 1942 |
| Büffel                           | Vorstoß von Teilen der 2. Gebirgs-Division während des Unternehmens Weserübung, um die belagerten deutschen Truppen in der Schlacht um Narvik zu unterstützen.                                                                                            |
| Büffelbewegung                   | Frontbegradigung des Bogens bei Rschew vom 1. März bis 16. März 1943. Durch den freiwilligen Rückzug der Heeresgruppe Mitte, von Kluge, wurden 230 Kilometer Frontlinie und damit 21 Divisionen eingespart.                                               |
| Burgund                          | Teil des Unternehmens Eisenhammer: Geplanter Luftangriff mit Treibminen auf mehrere Talsperren in der Sowjetunion Ende 1944. Wurde aus Gründen der Witterung zunächst auf unbestimmte Zeit verschoben und auch 1945 nicht mehr durchgeführt.              |

### C
| Deckname                | Erläuterung |
| ----------------------- | --- |
| Capri                   | Unternehmen gegen die britische 8. Armee im Tunesienfeldzug im März 1943 |
| Carmen, Unternehmen     | Luftangriff von rund 600 Flugzeugen auf den sowjetischen Eisenbahnknoten Kursk |
| Carolus                 | Einsatz von Kommandogruppen des Lehr-Regiments Brandenburg z. B.V. 800 in Mittelnorwegen, 5.–12. April 1940                                                                                                |
| Cäsar, Unternehmen      | Misslungene Kommandoaktion der Kleinkampfverbände der Kriegsmarine gegen das Schlachtschiff Archangelsk in der Kola-Bucht vor Murmansk im Januar 1945                                                      |
| Cerberus, Unternehmen   | Durchbruch der Schlachtschiffe Scharnhorst und Gneisenau und des Schweren Kreuzers Prinz Eugen von Brest am 12. Februar 1942 durch den Ärmelkanal in die Nordsee                                           |
| Clausewitz, Unternehmen | Teil von Unternehmen Braunschweig |
| Clausewitz, Fall        | Evakuierung aller Berliner Gebäude und Gebiete Ende April 1945, in denen Regierungs-, Wehrmacht- und SS-Dienststellen untergebracht waren sowie die Zerstörung amtlicher Akten, Urkunden und Schriftstücke |
| Cottbus, Unternehmen    | Anti-Partisanenunternehmen in Weißrussland im Mai/Juni 1943 |

### D
| Deckname                 | Erläuterung |
| ------------------------ | --- |
| Dampfhammer, Unternehmen | Teil von Unternehmen Braunschweig |
| Delphin                  | Anti-Partisanenunternehmen in Dalmatien Ende 1943 |
| Detmold                  | Landung in Trondheim am 9. April 1940 (Teil von Weserübung-Nord)                                                                                                 |
| Donnerschlag             | Plan zum Ausbruch der 6. Armee aus Stalingrad, dieser wurde dann von Hitler verboten, siehe auch Wintergewitter, Unternehmen                                     |
| Doppelkopf, Unternehmen  | Unternehmen zur Wiederherstellung der Landverbindung zur in Lettland und Estland abgeschnittenen Heeresgruppe Nord im August 1944                                |
| Dora, Unternehmen        | Kommandounternehmen der Brandenburger zum Tschadsee im Sommer 1942                                                                                               |
| Draufgänger, Unternehmen | Angriff der 1. Gebirgsdivision sowie der Divisionen „Handschar“ und „Prinz Eugen“ auf Großverbände der Volksbefreiungsarmee in Mazedonien, 18. bis 28. Juli 1944 |
| Dschungel, Unternehmen   | geplantes Kommandounternehmen zur Unterbrechung der Eisenbahnlinie Workuta–Kotlas im Jahr 1943                                                                   |

### E
| Deckname                         | Erläuterung |
| -------------------------------- | --- |
| Edelweiß (Kaukasus), Unternehmen | Zweiter Teil des Falls Blau in der Sowjetunion |
| Edelweiß (Grönland), Unternehmen | Errichtung von Wetterstationen in Ostgrönland durch die Wehrmacht und Nachfolgeunternehmen vom Unternehmen Bassgeiger                                 |
| Edelweiß II, Unternehmen         | Errichtung von Wetterstationen durch die Wehrmacht in Ostgrönland                                                                                     |
| Eiche, Unternehmen               | Plan Mussolini 1943 wieder zur Macht zu verhelfen, siehe Student                                                                                      |
| Eisbär, Unternehmen              | Landung auf Kos in der Ägäis am 3. Oktober 1943, 1388 britische und 3145 italienische Soldaten geraten in Gefangenschaft                              |
| Eisenhammer, Unternehmen         | geplante Bombardierung von Kraftwerken im Großraum Moskau mit Mistelgespannen                                                                         |
| Eisstoß, Unternehmen             | zwei Luftangriffe auf den Leningrader Hafen zur Ausschaltung der sowjetischen Baltischen Flotte                                                       |
| Elster, Unternehmen              | deutsche Spionage-Mission ab September 1944 in den Vereinigten Staaten                                                                                |
| Emil, Unternehmen                | Angriff der 1. Gebirgs-Division westlich von Knin (Norddalmatien), 23. Januar bis 10. Februar, Fortsetzung von Kugelblitz, Schneesturm und Waldrausch |

### F
| Deckname                 | Erläuterung |
| ------------------------ | --- |
| Fallreep, Unternehmen    | Ausbruchsunternehmen aus dem Kessel von Demjansk                                                                                                 |
| Felix, Unternehmen       | Plan zur Eroberung von Gibraltar; da Franco neutral blieb, verzichtete Hitler am 7. Dezember 1940 auf die Durchführung                           |
| Feuerwehr, Unternehmen   | Angriff der 7. SS-Division auf die 11. Division der Volksbefreiungsarmee zwischen Vareš und Zenica (Ostbosnien), Ende Juli 1944                  |
| Feuerzauber              | Beginn der deutschen Intervention in den Spanischen Bürgerkrieg 1936; erster Deckname für die geplante Einnahme Leningrads 1942, vgl. Nordlicht  |
| Fischreiher, Unternehmen | Plan zur Fortsetzung der Offensive der Heeresgruppe B im Jahr 1942 wolgaabwärts mit Ziel Astrachan                                               |
| Florian                  | Verlegung des Hauptquartiers der Heeresgruppe Mitte in das Bad Welchow im März 1945                                                              |
| Forelle                  | Studie über eine feindliche Großlandung im Süd-Osten                                                                                             |
| Forstrat, Unternehmen    | Kommandounternehmen der 7. Kompanie der Brandenburger für den Versuch einer Festnahme oder Tötung von Draža Mihailović, 31. Mai bis 4. Juni 1942 |
| François, Unternehmen    | Erfolgloses Kommandounternehmen von Otto Skorzeny zur Rekrutierung von iranischen aufständischen Qaschqai gegen die Alliierten                   |
| Freischütz               | Bandenunternehmen Mitte 1943 bei Brjansk, womit das Generalkommando des LV. Armeekorps beauftragt wurde                                          |
| Fridericus I             | Angriff gegen Frontvorsprünge südwestlich von Isjum                                                                                              |
| Fridericus II            | seit 1942 geplanter Angriff gegen Kupjansk |
| Fritz                    | erster Deckname von Barbarossa im Jahr 1940 |
| Frühlingserwachen        | letzte deutsche Offensive des Krieges im Februar/März 1945, gerichtet gegen die 3. Ukrainische Front beiderseits des Balaton in Ungarn           |
| Frühlingswind            | Angriff der 10. und 21. Panzer-Division auf Sidi Bouzid, im Rahmen des Tunesienfeldzugs ab 14. Februar 1943, führte zur Schlacht am Kasserinpass |
| Fuchsjagd, Unternehmen   | Anti-Partisanen-Operation der 21. SS-Division „Skanderbeg“ in Jugoslawien, 17. bis 25. Juli 1944                                                 |

### G
| Deckname              | Erläuterung |
| --------------------- | --- |
| Gelb, Fall            | Westfeldzug erster Teil gegen Belgien, Niederlande und Nordfrankreich                                               |
| Gertrud, Unternehmen  | Plan zu einer deutsch-bulgarischen Invasion der Türkei von 1942                                                     |
| Gisela                | Plan zur Besetzung von Portugal und Spanien im Sommer 1942                                                          |
| Graukopf, Unternehmen | Kommandounternehmen mit russischen Freiwilligen im Bereich der Heeresgruppe Mitte im Jahr 1942, siehe auch Hannover |
| Greif, Unternehmen    | Unternehmen hinter den feindlichen Linien zur Unterstützung der Ardennenoffensive ab 16. Dezember 1944              |
| Grün, Fall            | Studie über einen Zweifrontenkrieg mit Schwerpunkt Tschechoslowakei ab 1937, siehe auch Rot-Grün                    |
| Grün, Unternehmen     | Operationsplan vom 8. August 1940 für eine Invasion Irlands zur Unterstützung von Unternehmen Seelöwe               |

### H
| Deckname                        | Erläuterung |
| ------------------------------- | --- |
| Hackfleisch, Unternehmen        | Operation gegen die Volksbefreiungsarmee in Bosnien, August 1944 |
| Hagen-Bewegung                  | Zurücknahme des Frontbogens bei Orjol um die Truppen östlich von Brjansk einzusetzen; auf Drängen der Heeresgruppe Mitte am 1. August 1943 genehmigt, nachdem Unternehmen Zitadelle gescheitert war und nunmehr russische Offensiven aufgehalten werden mussten |
| Haifisch                        | Tarnunternehmen im Zusammenhang mit Barbarossa, vgl. Harpune |
| Haifisch II, Unternehmen        | Deutsche Landung auf Šolta, 12. Januar 1944 |
| Hannibal, Unternehmen           | Evakuierung von Soldaten und Zivilisten aus Ost- und Westpreußen durch die Kriegsmarine 1945 |
| Hannover I und II               | Anti-Partisanenunternehmen im Bereich der Heeresgruppe Mitte im Mai/Juni 1942 |
| Harpune                         | Tarnunternehmen im Zusammenhang mit Barbarossa, vgl. Haifisch |
| Hartmut                         | unterstützender U-Boot-Einsatz für Weserübung |
| Haudegen, Unternehmen           | Einsatz einer geheimen Wetterstation auf Spitzbergen 1944/1945 |
| Heiderose, Unternehmen          | Anti-Partisanen-Operation der 13. SS-Division „Handschar“ in Jugoslawien, 17. bis 25. Juli 1944 |
| Herbstgewitter I, Unternehmen   | Deutsche Landung auf Pelješac, 23. Oktober 1943 |
| Herbstgewitter II, Unternehmen  | Deutsche Landung auf Korčula, 22. bis 27. Dezember 1943 |
| Herbstgewitter III, Unternehmen | Deutsche Landung auf Mljet, 31. Dezember 1943 |
| Herbstgewitter IV, Unternehmen  | Deutsche Landung auf Hvar, 19. Januar 1944 |
| Herbstnebel                     | anfänglich der Deckname von Wacht am Rhein; 1944 dann die Räumung der Po-Ebene |
| Herbstreise, Unternehmen        | geplantes Ablenkungsmanöver für Seelöwe für den Herbst 1940 |
| Herbstzeitlose                  | im Oktober 1942 durchgeführte Angriff auf den Nordteil von Stalingrad |
| Herkules, Unternehmen           | Plan zur Luftlandung auf Malta ähnlich Merkur; nach Eroberung von Tobruk im Afrikafeldzug am 21. Juni 1942 aufgegeben |
| Holzauge, Unternehmen           | Anlandung von Marineeinheiten und Errichtung von Wetterstationen in Ostgrönland |

### I
| Deckname             | Erläuterung |
| -------------------- | --- |
| Ida                  | Landung in Istrien |
| Ikarus, Unternehmen  | geplantes Landungsunternehmen auf der nordatlantischen Insel Island                                                                                                  |
| Isabella             | als Erweiterung von Felix ein Plan zur Eroberung der Kanarischen Inseln, Kapverdischen Inseln und Dakar 1941/1942; ohne erfolgreichen Felix praktisch undurchführbar |
| Istrien, Unternehmen | Operationen der Heeresgruppe F sowie des II. SS-Panzerkorps in Istrien, 25. September bis 12. November 1943                                                          |

### J
| Deckname               | Erläuterung |
| ---------------------- | --- |
| Jajce I, Unternehmen   | Deutsche Rückeroberung der Stadt Jajce am 4. Oktober 1942, nachdem sie am 24. September von Partisanen erobert worden war.                |
| Jajce II, Unternehmen  | Deutsche Operation südlich von Jajce im Oktober 1942 in Anschluss an Jajce I, um die Partisan aus dem Gebiet zu vertreiben                |
| Jajce III, Unternehmen | Deutsche Rückeroberung der Stadt Jajce, nachdem diese am 26. November 1942 von den Partisanen erobert worden war, 1. bis 7. Dezember 1942 |
| Judas                  | Plan zur Entwaffnung bulgarischer Streitkräfte                                                                                            |
| Juno, Unternehmen      | Marineunternehmen zur Unterstützung der deutschen Truppen in Narvik, führte zur Versenkung des Flugzeugträgers Glorious                   |

### K
| Deckname                  | Erläuterung |
| ------------------------- | --- |
| Kamelie                   | Besetzung von Korsika 1942 |
| Karlshafen                | Landung in Kristiansand am 9. April 1940 (Teil von Weserübung-Nord) |
| Keulenschlag, Unternehmen | Anti-Partisanen-Operation in der Region Lika (Kroatien), 17. bis 24. April 1944 |
| Kiebitz, Unternehmen      | fehlgeschlagene Rückführung von Otto Kretschmer, Horst Elfe (Kommandant von U 93), Hans Ey (Kommandant von U 433) und Hans-Joachim von Knebel-Döberitz (Adjutant von Karl Dönitz) aus Kriegsgefangenschaft |
| Knospe, Unternehmen       | Einrichtung einer Wetterstation auf Spitzbergen 1941 |
| Konrad                    | Entsatzunternehmen für die eingeschlossenen Truppen während der Schlacht um Budapest im Januar 1945 |
| Konstantin                | Übernahme der italienisch besetzten Gebiete auf dem Balkan bei Italiens Abfall von der Achse, siehe auch Achse                                                                                             |
| Kormoran                  | Unternehmen gegen belarussische Partisanen im Mai und Juni 1944 |
| Kornblume                 | Anti-Partisanen-Operation in Jugoslawien, 14. Juni bis 6. August 1944 |
| Kosmaj, Unternehmen       | Anti-Partisanen-Operation mit 3.000 Soldaten der Wehrmacht in den Kosmaj-Bergen in Serbien, 7. bis 9. August 1941                                                                                          |
| Kozara, Unternehmen       | Anti-Partisanen-Operation im Kozara-Gebirge in Westbosnien, Juni 1942 |
| Kreml                     | Vortäuschung einer geplanten Offensive gegen Moskau 1942 zur Ablenkung von Fall Blau |
| Kreuzotter                | Operationen in Griechenland |
| Kreuzritter, Unternehmen  | Betrieb einer Wetterstation auf Spitzbergen 1943/44 |
| Kugelblitz                | Unternehmen gegen jugoslawische Partisanen, 2. bis 16. Dezember 1943 |

### L
| Deckname              | Erläuterung |
| --------------------- | --- |
| Lehrgang, Unternehmen | Räumung von Sizilien vom 15. bis 17. August 1943                                                                                          |
| Leopard               | Landung auf Leros in der Ägäis vom 12. bis 17. November 1943, 3200 britische und 5350 italienische Soldaten geraten in Gefangenschaft     |
| Lila                  | Besetzung Toulons durch Obergruppenführer Hausser am 27. November 1942, löste die Selbstversenkung der Vichy-Flotte aus, siehe auch Anton |
| Lüttich, Unternehmen  | Deutscher Gegenangriff im Rahmen der Schlacht in der Normandie im August 1944                                                             |

### M
| Deckname                 | Erläuterung |
| ------------------------ | --- |
| Maibaum, Unternehmen     | Anti-Partisanen-Operation der 7. SS-Division „Prinz Eugen“ und 13. SS-Division „Handschar“ in Jugoslawien, 26. April bis 25. Mai 1944  |
| Mammut, Unternehmen      | Kommandounternehmen im Irak 1943 |
| Margarethe, Unternehmen  | Besetzung Ungarns im März 1944 |
| Margarethe II            | geplante Besetzung Rumäniens im Falle eines Separatfriedens mit den Alliierten, wurde Anfang 1944 aufgegeben                           |
| Marita                   | Plan vom Dezember 1940 (Weisung Nr. 20) zur Besetzung Griechenlands, durchgeführt im Rahmen des Balkanfeldzugs ab 6. April 1941        |
| Merkur                   | Luftlandung deutscher Fallschirmjäger auf der griechischen Insel Kreta vom 20. Mai bis 1. Juni 1941                                    |
| Michael                  | Plan zur Räumung der Krim; wegen Nichtdurchführung wurde die 17. Armee am 11. November 1943 eingeschlossen und gab am 12. Mai 1944 auf |
| Mondscheinsonate         | Luftangriff auf Coventry am 14. November 1940                                                                                          |
| Morgenluft, Unternehmen  | Angriff der deutsch-italienische Panzerarmee auf Gafsa im Februar 1943 im Rahmen des Tunesienfeldzugs                                  |
| Morgenluft, Unternehmen  | Erfolgloser Zugriff der Brandenburger auf Draža Mihailović in Jugoslawien, Juli 1943                                                   |
| Morgenstern, Unternehmen | Anti-Partisanen-Operation in der Region Lika (Kroatien), Fortsetzung von Keulenschlag, 7. bis 16. Mai 1944                             |
| München, Unternehmen     | deutsch-rumänischer Angriff auf die seit 1940 sowjetisch okkupierten Gebiete Bessarabien und Nordbukowina, durchgeführt im Juli 1941   |

### N
| Deckname                      | Erläuterung |
| ----------------------------- | --- |
| N(ord)                        | auch Studie Nord, ursprünglicher Name des Unternehmens Weserübung |
| Nachbarhilfe                  | Operation der 4. Armee gegen russische Partisanen vom 19. bis 25. Mai 1943 hinter der Front westlich von Brjansk |
| Napfkuchen, Unternehmen       | Anti-Partisanen-Operation der 1. Kosaken-Division und der 187. Reserve-Division zur Deckung von Waldrausch, Januar 1944 |
| Naumburg                      | Konzept für eine zweite Landung bei Narvik im Juni 1940, die wegen der norwegischen Kapitulation jedoch nicht mehr ausgeführt wird. |
| Nerobefehl                    | Hitlers Anordnung vom 19. März 1945, bei Rückzug alle Einrichtungen zu zerstören, die dem Gegner nützlich sein könnten, und nur Verbrannte Erde zu hinterlassen; dieser Befehl wurde nur teilweise befolgt. |
| Nord                          | siehe N(ord) |
| Nordlicht (1942), Unternehmen | Plan zur endgültigen Eroberung des eingeschlossenen Leningrads für den 14. September 1942; da die 11. Armee aber im Raum Schlüsselburg seit 27. August 1942 eine sowjetische Offensive aufhalten musste, wurde der Plan nie umgesetzt.                                                                                                 |
| Nordlicht (1944), Unternehmen | Rückzug der 20. Gebirgs-Armee von der Petsamofront nach Nord-Norwegen Ende 1944 bis Anfang 1945 |
| Nordmark                      | Marinevorstoß in die Nordsee Anfang 1940 |
| Nordpol, Unternehmen          | Spionageabwehrunternehmen der deutschen Abwehr und der Sicherheitspolizei ab 1942 in den Niederlanden |
| Nordwind, Unternehmen         | Vorstoß im nördlichen Elsass durch das XXXIX. Panzerkorps und das XIII. SS-Armeekorps ab 31. Dezember 1944, der einen Gegenstoß in die linke Flanke der Ardennenoffensive verhindern und das Elsass zurückgewinnen sollte. Blieb am 9. Januar 1945 südlich von Weißenburg liegen, Straßburg konnte von den Alliierten gehalten werden. |

### O
| Deckname              | Erläuterung |
| --------------------- | --- |
| Oldenburg             | Landung in Oslo am 9. April 1940 (Teil von Weserübung-Nord) |
| Olivenbaum            | Lieferungen an Rumänien |
| Osterei, Unternehmen  | Anti-Partisanen-Operation der 13. SS-Division „Handschar“ in Jugoslawien, 12. bis 20. April 1944 |
| Ostfront, Unternehmen | Marineunternehmen gegen den Konvoi JW.55 A im Dezember 1943, führte im Seegefecht vor dem Nordkap zum Verlust des Schlachtschiffs Scharnhorst |
| Ostgoten-Bewegung     | Verlegung von Heimatverbänden an die Ostfront 1945 |
| Otto, Unternehmen     | zunächst als „Sonderfall Otto“ als Eventualplan für Österreich aus dem Jahr 1937, falls dort die Monarchie wieder an die Macht käme; von Hitler dann zur militärischen Weisung Nr. 1: „Unternehmen Otto“ „für den bewaffneten Einmarsch der Wehrmacht in Österreich“ umbenannt |
| Otto, Plan            | Ab Sommer 1940 Truppenverlegungen und diverse Planungsstufen, das Heer im selben Jahr kriegsbereit gegenüber der Sowjetunion zu machen (bei Generalstabschef F. Halder). Zum Teil deckungsgleich mit „Unternehmen Barbarossa“                                                  |
| Ozren, Unternehmen    | Partisanenjagd durch drei deutsche Regimenter im Ozrengebirge in Mittelostbosnien, 29. Januar – 4. Februar 1942 |

### P
| Deckname                  | Erläuterung |
| ------------------------- | --- |
| Panther, Unternehmen      | Anti-Partisanen-Operation in der Petrova Gora und der Samarica, Dezember 1943 |
| Panzerfaust, Unternehmen  | Kommandounternehmen im Oktober 1944 in Budapest |
| Parkplatz, Unternehmen    | im März 1943, zuerst als „Unternehmen Bärenfang“ bezeichnete, für den Spätsommer 1943 geplante Großoffensive der Heeresgruppe Nord zur Begradigung der Wolchow-Front durch Bereinigung des Pogst'e-Kessels und Verstärkung der Leningrader Blockade. |
| Pastorius, Unternehmen    | Erfolgloses Sabotageunternehmen 1941 in den USA |
| Paukenschlag, Unternehmen | Operation deutscher U-Boote vor der amerikanischen Ostküste ab 11. Januar 1942. Bis Ende Januar versenkten fünf U-Boote, U 66, U 109, U 123, U 125, U 130, 25 Schiffe und die Operationen wurden nach dem Erfolg fortgesetzt. Während dieser sogenannten Zweiten glücklichen Zeit für die deutschen U-Boote wurden insgesamt 397 Schiffe vor der Küste Nordamerikas versenkt. |
| Paula, Unternehmen        | Sicherung der Lufthoheit zu Beginn der Schlacht um Frankreich im Juni 1940 |
| Paula, Unternehmen        | Anti-Partisanenoperation im Papukgebirge durch Truppen der Divisionen 187, 114, 100 und 373, Juli 1942 |
| Pelikan, Unternehmen      | Nicht realisierter Plan zur Zerstörung des Panamakanals, auch bekannt als Projekt 14 |
| Platinfuchs, Unternehmen  | Ab Juli 1941 erfolglos durchgeführte Offensive in Lappland und auf der Halbinsel Kola, um Murmansk einzunehmen, siehe auch Silberfuchs |
| Polarfuchs, Unternehmen   | Plan aus dem Jahr 1941, um in Karelien die Bahnlinie nach Murmansk abzuschneiden, siehe auch Silberfuchs |
| Programm Heinrich         | Plan des Reichsführers SS Heinrich Himmler, die Bevölkerung Osteuropas zu dezimieren, Vertreibungs- und Kolonisationspläne; nur zum Teil verwirklicht, siehe auch Generalplan Ost |

### R
| Deckname                  | Erläuterung |
| ------------------------- | --- |
| Regenbogen, Unternehmen   | Marineunternehmen in der Barentssee im Dezember 1942 |
| Regenbogen                | Selbstversenkung deutscher U-Boote im Mai 1945 |
| Regenschirm               | Plan für einen großen Luftangriff auf Birmingham als Alternative zur Operation Mondscheinsonate, dem letztendlich durchgeführten Angriff auf Coventry                                                                        |
| Rentier, Unternehmen      | Besetzung des nach dem Winterkrieg an die Sowjetunion abgetretenen Nordmeerhafens Petsamo |
| Rheinübung, Unternehmen   | Atlantikunternehmen des Schlachtschiffs Bismarck und des Schweren Kreuzers Prinz Eugen vom 21. bis 27. Mai 1941 |
| Richard                   | Landung bei Rom |
| Rösselsprung, Unternehmen | Erfolgloser Versuch des SS-Fallschirmjäger-Bataillons 500 mit Unterstützung der 7. SS-Division, der Brandenburger und der 373. Division, den Hauptstab Titos in Drvar (Bosnien) gefangen zu nehmen; 25. Mai bis 6. Juni 1944 |
| Rösselsprung, Unternehmen | Unternehmen der Kriegsmarine gegen den Nachschubkonvoi PQ-17 im Nordmeer im Juli 1942; abgebrochen, da britische Admiralität den Konvoi auflöste                                                                             |
| Rot, Fall                 | Westfeldzug zweiter Teil, eingeleitet durch den Durchbruch an der Somme |
| Rübezahl, Unternehmen     | Operation gegen die Volksbefreiungsarmee in Serbien, ab dem 4. August 1944 |
| Rumpelkammer              | Beginn der sogenannten Vergeltungsschläge auf London, „Ziel 42“, durch V1-Marschflugkörper |

### S
| Deckname                    | Erläuterung |
| --------------------------- | --- |
| Sabac, Unternehmen          | Angriff durch Soldaten der 342. Infanterie-Division sowie des Infanterieregiments 125 zwischen Šabac und Koceljeva in Westserbien, 1. bis 9. November 1941                                                                                         |
| Safari, Unternehmen         | im August 1943 gestartete Operation zur Übernahme der dänischen Flotte durch die Kriegsmarine |
| Salam, Unternehmen          | Einschleusung von deutschen Spionen nach Ägypten 1941 |
| Sanssouci                   | Sabotageoperationen der Abwehr in Dänemark in der Nacht vom 8./9. April 1940, um die Besetzung Dänemarks (9. April 1940) vorzubereiten; Angriffe auf Nachrichtenverbindungen und den Bahnhof Tinglev                                               |
| Sardine                     | Studie über eine feindliche Landung in der südlichen Adria |
| Save, Unternehmen           | Anti-Partisanen-Operation der 13. SS-Division „Handschar“ in Jugoslawien, 14. März 1944 |
| Schamil, Unternehmen        | Kommandounternehmen der Brandenburger im Kaukasus im Jahr 1942 |
| Schatzgräber, Unternehmen   | Wetterstation der deutschen Kriegsmarine auf Franz-Josef-Land von 1943 bis 1944 |
| Schlingpflanze              | Plan zur nördlichen Erweiterung des Flaschenhalses zum Kessel von Demjansk 1942 |
| Schneesturm                 | Deutsche Operation bei Kakanj und Vareš (Ostbosnien), 18. bis 27. Dezember 1943, Fortsetzung von Kugelblitz |
| Schulung                    | Studie von 1935 zum Angriff auf die Tschechoslowakei und gleichzeitige Verteidigung des Reichs im Westen |
| Schwarz                     | Plan zur Besetzung Italiens von 1943 |
| Schwarz, Unternehmen        | Unternehmen gegen Partisanen in Jugoslawien, siehe auch Kugelblitz und Schneesturm |
| Schwarze Katze              | Absetzung von belarussischen nationalistischen Partisanen mit Fallschirmen Ende 1944 |
| Seelöwe, Unternehmen        | Plan einer Landung in England von 1940 lt. Weisung Nr. 16 des Führerhauptquartiers; am 12. Oktober 1940 teilte das OKW die Entscheidung mit, Seelöwe nur noch als Druckmittel zu betreiben; die endgültige Einstellung erfolgte am 10. Januar 1941 |
| Seydlitz, Unternehmen       | Unternehmen zur Bereinigung des Rückraums der 9. Armee während der Schlacht von Rschew im Juli 1942 |
| Siegfried                   | Angriff der Heeresgruppe Süd von Charkow gegen Stalingrad im Juli 1942, siehe auch Blau und Maus |
| Siegfried, Unternehmen      | Besetzung der estnischen Insel Dagö im Oktober 1941 |
| Silberfuchs, Unternehmen    | Aufmarsch in Finnland gegen die Sowjetunion im Mai/Juni 1941, aufgeteilt in Platinfuchs, nördlicher Vorstoß gegen Murmansk, und Polarfuchs, südlicher Vorstoß an das Weiße Meer                                                                    |
| Sizilien, Unternehmen       | Raid der Schlachtschiffe Tirpitz und Scharnhorst und von neun Zerstörern gegen Spitzbergen vom 7. bis 9. September 1943, Brennstofflager, Funk- und Wetterstationen und einige Küstenbatterien wurden zerstört.                                    |
| Skorpion, Unternehmen       | deutsch-italienische Operation gegen britische Stellungen am Halfaya-Pass in Ägypten vom Mai 1941 |
| Sonderkommando Elbe         | Rammverband der Luftwaffe im Frühjahr 1945; Erst-Einsatz am 4. April 1945 im Luftraum über Magdeburg; 77 Piloten kamen bei diesem ersten Einsatz ums Leben                                                                                         |
| Sonnenblume, Unternehmen    | Verlegung deutscher Truppen nach Nordafrika; Durchführung Januar/Februar 1941; das Afrikakorps („Sperrverband Afrika“) erreichte erstmals mit Konvoi vom 8. bis 11. Februar 1941 sein Zielgebiet und begann den Afrikafeldzug der Wehrmacht        |
| Sonnenwende, Unternehmen    | Teiloperation von Unternehmen Nordwind (Januar 1945) mit dem Ziel, im Elsaß die Verbindung zwischen der 1. Armee und 19. Armee wiederherzustellen.                                                                                                 |
| Sonnenwende, Unternehmen    | Offensive der 11. SS-Panzer-Armee in Pommern im Februar 1945 |
| Sprotte                     | Studie über feindliche Landung in der südlichen Adria |
| Stadthagen                  | Landung in Stavanger am 9. April 1940 (Teil von Weserübung-Nord) |
| Steinbock, Unternehmen      | deutsche Bomberoffensive gegen Großbritannien von Januar bis Mai 1944. |
| Stichling                   | Studie über feindliche Landung in der Ägäis |
| Störfang, Unternehmen       | Eroberung von Sewastopol ab 7. Juni 1942 durch die 11. Armee unter Generaloberst von Manstein, der nach seinem Sieg am 1. Juli 1942 zum Generalfeldmarschall befördert wurde                                                                       |
| Stößer, Unternehmen         | Einsatz von Fallschirmjägern während der Ardennenoffensive |
| Strauchritter               | U-Bootgruppe, die im Frühsommer des Jahres 1942 im Eismeer auf den britischen Nordmeergeleitzug QP 11 operierte. |
| Student                     | Plan zur Wiedereinführung des Faschismus in Italien im Sommer 1943, siehe Eiche |
| Südostkroatien, Unternehmen | Angriff durch deutsche Truppen der 342. und 718. Infanterie-Divisionen sowie durch Ustascha-Milizen in Richtung Vlasenica und Rogatica, 15. – 23. Januar 1942                                                                                      |
| Südsee, Unternehmen         | Durch die Kriegsmarine geplante zweite Seeverbindung zwischen Deutschland und Japan über die Nordostpassage um Sibirien |
| Sumpffieber, Unternehmen    | Aktion zur Bekämpfung von Partisanen in Weißrussland, 1942 bis Frühling 1943 |

### T
| Deckname                 | Erläuterung |
| ------------------------ | --- |
| Taifun                   | Angriff der Heeresgruppe Mitte gegen die sowjetische West-, Reserve- und Brjansker Front, durchgeführt ab 30. September 1941; führte zur Doppelschlacht bei Wjasma und Brjansk und zur Schlacht um Moskau                           |
| Tannenbaum, Unternehmen  | Angriffsplanungen zur überfallartigen Besetzung der Schweiz durch deutsche und italienische Truppen. |
| Tannenberg, Unternehmen  | Deckname für den Überfall auf den Sender Gleiwitz und ebenfalls Deckname für die Aufstellung der Einsatzgruppen der Sicherheitspolizei und des SD für den Einsatz beim Überfall auf Polen hinter dem vorrückenden deutschen Militär |
| Tanne Ost, Unternehmen   | Gescheitertes Landungsunternehmen auf der finnischen Ostseeinsel Hochland 1944 |
| Tanne West               | Nicht durchgeführtes Landungsunternehmen auf den finnischen Älandsinseln 1944 |
| Theseus, Unternehmen     | Offensive des Afrikakorps an der Ghasala-Front ab 26. Mai 1942, die am 21. Juni 1942 zur Eroberung von Tobruk führte |
| Trappenjagd, Unternehmen | Offensive der 11. Armee vom 8. bis 18. Mai 1942 auf der Halbinsel Kertsch, fast 170.000 Soldaten der Roten Armee werden gefangen genommen                                                                                           |
| Treuebruch               | Besetzung der von Bulgarien gehaltenen Gebiete auf dem Balkan bei Skopje im September 1944 |
| Trio I                   | Deutsch-italienisch-kroatische Operation zur Eroberung von Rogatica (Ostbosnien), 22. bis 29. April 1942 |
| Trio II                  | Deutsch-italienisch-kroatische Operation in Bosnien (im Gebiet Sarajevo–Goražde–Foča–Kalinovik) zur gemeinsamen Partisanenbekämpfung                                                                                                |
| Tuzla II                 | Deutsch-kroatische Anti-Partisanen-Operation in der Region um Tuzla in Ostbosnien, 14. bis 20. Dezember 1942 |

### U
| Deckname                   | Erläuterung |
| -------------------------- | --- |
| U-Verlagerung              | Verlagerung von Rüstungsbetrieben in unterirdische Anlagen |
| Unke-Nikolaus, Unternehmen | Während der Schlacht um Budapest sollten angeworbene einheimische Sonderkräfte als sogenannte „Residenten“ in Budapest getarnt verbleiben, um Spionage und Sabotagemaßnahmen gegen die sowjetischen Truppen durchzuführen. |
| Uzice, Unternehmen         | Großangriff auf die Partisanenrepublik Užice in Jugoslawien, 25. November – 4. Dezember |

### V
| Deckname              | Erläuterung |
| --------------------- | --- |
| Varazdin, Unternehmen | Deutsche Anti-Partisanen-Operation in Varaždin (Kroatien), 14. bis 25. Juli 1942                                               |
| Verrat                | Operation gegen General Napoleon Zervas                                                                                        |
| Victor                | Studie einer Landung bei Rimini und Venedig                                                                                    |
| Victoria, Unternehmen | Angriff mit neun Kompanien gegen Partisanen im Raum Banjica am 3. August 1941                                                  |
| Vollmond, Unternehmen | Abwehroperation gegen den Vorstoß der 16. Division der Volksbefreiungsarmee in Logobare (Nordostbosnien), 8. bis 12. Juni 1944 |
| Völkerbund            | vorgeblich gegen Partisanen auf der zuvor eroberten griechischen Insel Kreta gerichtete Operation im September 1941            |

### W
| Deckname                     | Erläuterung |
| ---------------------------- | --- |
| Wacht am Rhein               | letzte Offensive an der Westfront im Dezember 1944 |
| Waldrausch, Unternehmen      | Anti-Partisanen-Operation im Raum Mrkonjić Grad–Travnik–Kupres–Glamoč (Bosnien), Januar 1944, Fortsetzung von Kugelblitz und Schneesturm |
| Walküre, Unternehmen         | Am 31. Juli 1943 gefasste Bestimmung zur Niederschlagung innerer Unruhen; die Bewegung des 20. Juli 1944 versuchte diesen Erlass zum Sturz des Naziregimes zu benutzen, scheiterte aber an dem fehlgeschlagenen Attentat auf Hitler                            |
| Wallenstein I, Unternehmen   | Unternehmen gegen italienische Partisanen vom 1. bis 7. Juli 1944 im nördlichen Apennin in der Provinz Parma |
| Wallenstein II, Unternehmen  | Unternehmen gegen italienische Partisanen in der zweiten Julihälfte 1944 im nördlichen Apennin in den Provinzen Parma, Piacenza, Genua und La Spezia |
| Wallenstein III, Unternehmen | Unternehmen gegen italienische Partisanen in der zweiten Julihälfte 1944 im nördlichen Apennin in den Provinzen Reggio Emilia und Modena |
| Walpurgisnacht, Unternehmen  | Evakuierungsunternehmen der Kriegsmarine im April 1945 |
| Wegweiser, Unternehmen       | Anti-Partisanen-Operation der 13. SS-Division „Handschar“ in Jugoslawien, 10. März 1944 |
| Weitsprung, Unternehmen      | angebliche Planungen für ein nie ausgeführtes Attentat während der Teheran-Konferenz 1943 |
| Weserübung, Unternehmen      | Besetzung und Eroberung von Dänemark und Norwegen; ausgeführt ab 9. April 1940 |
| Weserübung-Nord              | Bestandteil von Weserübung, Besetzung von Norwegen; ursprünglich: (Studie) Nord |
| Weserübung-Süd               | Bestandteil von Weserübung; Besetzung von Dänemark |
| Weiß, Fall                   | Angriff auf Polen, durchgeführt am 1. September 1939 lt. Weisung Nr. 1, Beginn des Zweiten Weltkrieges |
| Weiß, Fall                   | Unternehmen gegen jugoslawische Partisanen im Jahr 1943 |
| Wiesengrund, Unternehmen     | Planungen für eine amphibische Landung auf der Fischerhalbinsel aus dem Frühjahr 1942, laufend verzögert, 1944 eingestellt |
| Wiking                       | Räumung der Halbinsel Taman (letzter Rest des Kuban-Brückenkopfs) nach Kertsch |
| Wikinger, Unternehmen        | deutsches Marineunternehmen im Februar 1940 |
| Wildkatze, Unternehmen       | Vorbereitung antisowjetischer Partisanen in Lettland innerhalb des SS-Jagdverbands Ost von 1944 bis 1945 |
| Winkelried                   | Erweiterung des Flaschenhalses zum Kessel von Demjansk 27. September bis 11. Oktober 1942 |
| Wintergewitter (1942)        | Plan am 12. Dezember 1942 von Südwesten her eine Verbindung zu dem eingeschlossenen Stalingrad herzustellen um den Ausbruch einzuleiten; nach einer Annäherung bis auf 55 Kilometer an den Belagerungsring, wurde der Versuch am 23. Dezember 1942 abgebrochen |
| Wintergewitter (1944)        | Gegenangriff am 26. Dezember 1944 der 148. Infanterie-Division und kleinerer Verbände anderer Divisionen gegen die afroamerikanische 92nd Infantry Division.                                                                                                   |
| Winterübung, Unternehmen     | Einmarsch der Wehrmacht ins entmilitarisierte Rheinland am 7. März 1936 |
| Wirbelwind, Unternehmen      | Frontbegradigung der Heeresgruppe Mitte im August 1942 |
| Wunderland, Unternehmen      | Vorstoß von Marineeinheiten auf die sibirischen Seewege (Karasee) |
| Wunderland I                 | ab Juli 1942, Panzerschiff Admiral Scheer mit Zerstörern und U-Booten |
| Wunderland II                | August bis Oktober 1943, ausschließlich U-Boote |

### Z
| Deckname                   | Erläuterung |
| -------------------------- | --- |
| Zahnarzt                   | geplanter Angriff im Elsass im Januar 1945, sollte nach Unternehmen Nordwind stattfinden |
| Zauberflöte                | Überführung des deutschen Schweren Kreuzers Prinz Eugen von norwegischen Gewässern an die norddeutsche Küste zur Reparatur |
| Zenica, Unternehmen        | Deutsche Operation zur Eroberung von Zenica (Zentralbosnien) von den Partisanen, 3. bis 22. Juni 1942 |
| Zeppelin, Unternehmen      | verdeckte Kriegführung in sowjetisch besetzten Territorien ab März 1942 und teilweise bis in die 1950er Jahre |
| Ziethen, Unternehmen       | Deutsche Operation zur Rückeroberung von Livno (Westbosnien) von den Partisanen, 4. bis 12. Dezember 1943 |
| Zigeunerbaron, Unternehmen | Mai 1943, Vorgehen gegen Partisanen im Vorfeld von Kursk |
| Zitadelle, Unternehmen     | Angriffsplan im Kursk-Bogen 1943; gilt als eine der größten Panzerschlachten, wenn nicht sogar die größte Panzerschlacht aller Zeiten; ursprünglich für den 13. März 1943 geplant, erfolgte der Angriff erst am 5. Juli 1943, da die operative Überraschung verloren gegangen war, scheiterte die Offensive und wurde am 13. Juli eingestellt |
| Zitronella                 | anderer Name für Sizilien |
| Zugvogel, Unternehmen      | Errichtung einer Wetterstation in der Grönlandsee durch die Wehrmacht |

## Weisungen
Mit den vom Oberkommando der Wehrmacht herausgegebenen Weisungen bzw. Weisungen für die Kriegführung „kanonisierte“ Hitler teilweise die Namen für die geplanten Unternehmen. Beispiele sind:
- Weisung Nr. 1 vom 11. März 1938: Otto[16]
- Weisung Nr. 1 für die Kriegführung vom 31. August 1939: Weiß[25]
- Weisung Nr. 16 für die Kriegführung vom 16. Juli 1940: Seelöwe
- Weisung Nr. 20 für die Kriegführung vom 13. Dezember 1940: Marita
- Weisung Nr. 21 für die Kriegführung vom 18. Dezember 1940: Barbarossa

Andere Operationsdecknamen sind vor allem durch Operationsbefehle überliefert, z. B.:
- Operationsbefehl Nr. 6 vom 15. April 1943: Zitadelle